# Fântânele (Teleorman)
Fântânele es una comuna ubicada en el distrito de Teleorman, Rumania.

## Superficie
Posee una superficie de 46,92 kilómetros cuadrados.

## Demografía
Hasta 2021 la población era de 1305 habitantes, con una densidad de población de 27,81 habitantes por kilómetro cuadrado.